# Sila Nemzeti Park
A Sila Nemzeti Park Olaszország déli részén található, a Calabriai-félszigeten Cosenza, Crotone és Catanzaro megyék területén. A parkot 2002-ben alapították az 1968-ban alapított Calabriai Nemzeti Park újjászervezésével. Nevét a Sila-fennsíkról kapta.

## Flóra
A nemzeti park területére jellemző növények: sáfrány, nefelejcs, kankalin, boglárka, ciklámen, nárcisz, kökörcsin, fehér mályva, gyömbérgyökér, veronikafű, kakukkfű, vasfű, oregánó, menta, kamilla, ánizs, őszi kikerics, vörösfenyő, jegenyefenyő.

## Fauna
A nemzeti park területére jellemző állatfajok: európai őz, farkas, mókus, mogyorós pele, erdei cickány, fekete harkály, nyaktekercs, egerészölyv, vörös vércse, vándorsólyom, karvaly, macskabagoly, fenyőszajkó, kakukk, keresztcsőrű, búbos banka, bábaszarka, ökörszem, pirosszemű kele, kövi csík, tarajos gőte, keresztes vipera.

## Települései
A park területén a következő települések fekszenek: Acri, Aprigliano, Bocchigliero, Celico, Corigliano Calabro, Longobucco, Pedace, San Giovanni in Fiore, Serra Pedace, Spezzano della Sila, Spezzano Piccolo, Albi, Cotronei, Magisano, Mesoraca, Petilia Policastro, Petronà, Savelli, Sersale, Taverna, Zagarise